# گروه کرماک
 کرماک (به نروژی: Cermaq) شرکت محصولات دریایی نروژی است، که در زمینه پرورش ماهی و ارائه محصولات دریایی از قبیل ماهی سالمون، آزادماهی اطلس و قزل‌آلا فعالیت می‌کند. حوزه فعالیت شرکت کرماک در کشورهای نروژ، کانادا، شیلی، ویتنام و بریتانیا متمرکز می‌باشد.
بزرگترین سهام‌دار این شرکت دولت نروژ است، که ۴۳ درصد از سهام آن را در اختیار دارد. بخشی از سهام شرکت کرماک در بازار بورس اوراق بهادار اسلو معامله می‌شود.